# Provinz Yamato

Provinz Yamato (heute Präfektur Nara)

Yamato (japanisch 大和国, Yamato no kuni, wörtlich: „Land große Harmonie“) oder Washū (和州) war eine der historischen Provinzen Japans und erstreckte sich über die Ebene um die heutige Präfektur Nara auf der Insel Honschu. Nach der Gokishichidō-Einteilung Japans aus dem 7. Jahrhundert war es eine der fünf Inneren Provinzen (Kinai).
Ursprünglich wurde die Provinz als 大倭国 Yamato no kuni (wörtlich: „Land Groß-Wa [= Japan]“) geschrieben, mit einer Schreibweise für Yamato, die sich in der Asuka-Zeit durchsetzte. 737 wurde die Schreibweise in 大養徳国 (wörtlich: „großes, nährendes, tugendhaftes Land“) geändert, was aber 747 wieder rückgängig gemacht wurde. 752 oder 757 wurde die Schreibweise schließlich als 大和国 festgelegt.
Yamato gilt als das japanische Kernland, da die hier ansässige Herrscherfamilie, aus der wohl der heutige japanische Tennō stammt, um ca. 600 einen losen Staatenverbund durch ein Tributsystem mit benachbarten Gebieten gründete. Zudem hatten die japanischen Herrscher über Jahrhunderte ihren Sitz an verschiedenen Orten in dieser Gegend, was sich auch in einer Vielzahl an historischen Gebäuden (v. a. Tempelkomplexe) niederschlägt. Sowohl Kyōto als auch Nara wurden zu einem Weltkulturerbe erklärt.
Dadurch bezeichnet Yamato im heutigen Japanisch nicht mehr nur die Gegend, sondern steht allgemein für das traditionelle, echte, bessere, alte Japan und die ihm zugeschriebenen Tugenden. So bemühen bei Siegen japanischer Sportler in internationalen Wettkämpfen Reporter gerne den „Yamato-Geist“ (yamato-damashii) als Erklärung für die Überlegenheit der einheimischen Athleten.
Außerdem werden japanische Erbwörter in der japanischen Sprache als Yamato-Wörter bezeichnet, im Gegensatz beispielsweise zu den chinesischen Lehnwörtern.